# Bracia Niland

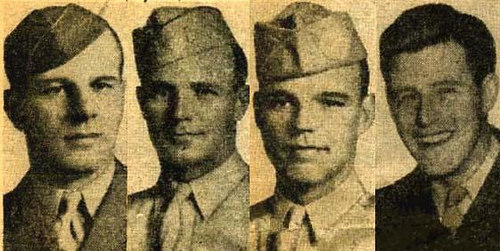
Bracia Niland

Bracia Niland – czterech braci z Tonawanda w stanie Nowy Jork, historia których stała się inspiracją dla Stevena Spielberga, który w filmie Szeregowiec Ryan luźno oparł się na faktach z życia braci.
Bracia Niland podczas II wojny światowej służyli w Armii Stanów Zjednoczonych. Dwóch z nich przeżyło wojnę, choć przez pewien czas uważano, że ocalał tylko jeden – Frederick „Fritz” Niland, który był spadochroniarzem w 101 Dywizji Powietrznodesantowej. Drugi z ocalałych braci – Edward, będący sierżantem lotnictwa w rejonie Pacyfiku, został 15 maja 1944 roku, po katastrofie jego B-25, uznany za zaginionego w akcji i prawdopodobnie zabitego. Po niecałym roku od zaginięcia Edward Niland został wyzwolony przez Brytyjczyków z japońskiego obozu jenieckiego. Pozostali dwaj bracia – sierżant Robert Niland (82 Dywizja Powietrznodesantowa) i podporucznik Preston Niland (4 Dywizja Piechoty) zginęli 6 i 7 czerwca 1944 r. podczas inwazji na Normandię. Dowództwo amerykańskiej armii uznało za konieczne odesłanie Fredericka Nilanda do Stanów Zjednoczonych, gdzie do końca wojny służył w żandarmerii wojskowej.